# Mặt bậc hai
Mặt bậc hai hay mặt cong bậc hai là mặt trong không gian affine ba chiều, quỹ tích những điểm thỏa mãn phương trình bậc hai dạng {\displaystyle a_{11}.x^{2}+a_{22}.y^{2}+a_{33}.z^{2}+a_{12}.xy+a_{13}.xz+a_{23}.yz+a_{14}.x+a_{24}.y+a_{34}.z+a_{44}=0}
Trong đó:
- {\displaystyle A=(a_{ij})} là ma trận thực đối xứng, tức là {\displaystyle a_{ij}=a_{ji}}.
- Phần bậc 2 được gọi là phần toàn phương
- Phần bậc 1 được gọi là phần tuyến tính
- {\displaystyle a_{44}} là phần hệ số tự do.

## Các loại mặt bậc hai cơ bản
| Mặt trụ                                                  |                                                                                  |         |
| Mặt trụ elliptic thực                                    | {\displaystyle {x^{2} \over a^{2}}+{y^{2} \over b^{2}}=1\,}                      |         |
| Mặt trụ elliptic ảo                                      |                                                                                  |         |
| Mặt trụ tròn xoay                                        | {\displaystyle {x^{2} \over a^{2}}+{y^{2} \over a^{2}}=1\,}                      |         |
| Mặt trụ parabolic                                        | {\displaystyle x^{2}+2ay=0\,}                                                    |         |
| Mặt trụ hyperbolic                                       | {\displaystyle {x^{2} \over a^{2}}-{y^{2} \over b^{2}}=1\,}                      |         |
| Mặt nón                                                  |                                                                                  |         |
| Mặt nón elliptic thực                                    | {\displaystyle {x^{2} \over a^{2}}+{y^{2} \over b^{2}}-{z^{2} \over c^{2}}=0\,}  |         |
| Mặt nón ảo                                               | {\displaystyle {x^{2} \over a^{2}}+{y^{2} \over b^{2}}+{z^{2} \over c^{2}}=0\,}  |         |
| Mặt Ellipsoid                                            |                                                                                  |         |
| Mặt Ellipsoid thực                                       | {\displaystyle {x^{2} \over a^{2}}+{y^{2} \over b^{2}}+{z^{2} \over c^{2}}=1\,}  |         |
| Mặt cầu là mặt ellipsoid với ba trục bằng nhau a = b = c |                                                                                  | Mặt cầu |
| Mặt Ellipsoid ảo                                         | {\displaystyle {x^{2} \over a^{2}}+{y^{2} \over b^{2}}+{z^{2} \over c^{2}}=-1\,} |         |
| Mặt Hyperboloid                                          |                                                                                  |         |
| Mặt Hyperboloid một tầng                                 | {\displaystyle {x^{2} \over a^{2}}+{y^{2} \over b^{2}}-{z^{2} \over c^{2}}=1\,}  |         |
| Mặt Hyperboloid hai tầng                                 | {\displaystyle {x^{2} \over a^{2}}+{y^{2} \over b^{2}}-{z^{2} \over c^{2}}=-1\,} |         |
| Mặt hyperbolic paraboloid                                | {\displaystyle {x^{2} \over a^{2}}-{y^{2} \over b^{2}}-z=0\,}                    |         |
| Mặt elliptic paraboloid                                  | {\displaystyle {x^{2} \over a^{2}}+{y^{2} \over b^{2}}-z=0\,}                    |         |
| Mặt elliptic paraboloid tròn xoay                        | {\displaystyle {x^{2} \over a^{2}}+{y^{2} \over a^{2}}-z=0\,}                    |         |
| Cặp mặt phẳng thực và ảo liên hợp giao nhau              |                                                                                  |         |
| Cặp mặt phẳng thực và ảo liên hợp song song              |                                                                                  |         |
| Cặp mặt phẳng thực và ảo liên hợp trùng nhau             |                                                                                  |         |

## Tổng quát
Trong không gian xạ ảnh, mặt bậc hai là tập hợp những điểm {\displaystyle \{x_{0},x_{1},x_{2},\ldots ,x_{n}\}} có tọa độ xạ ảnh thỏa mãn 
{\displaystyle \sum _{i,j=0}^{n}a_{ij}x_{i}x_{j}+\sum _{i=0}^{n}b_{i}x_{i}+R=0}
với ai,j không đồng thời bằng không. Với ai,j đồng thời bằng không, ta có mặt bậc hai suy biến thành mặt phẳng trong không gian metric n chiều.